# Paralía Agíou Nikoláou
Paralía Agíou Nikoláou (Paralia Agiou Nikolaou) är en ort i Grekland.   Den ligger i prefekturen Nomós Evvoías och regionen Grekiska fastlandet, i den centrala delen av landet, 120 km nordväst om huvudstaden Aten. Paralía Agíou Nikoláou ligger 1 meter över havet och antalet invånare är 448. Den ligger på ön Euboia.
Terrängen runt Paralía Agíou Nikoláou är varierad. Havet är nära Paralía Agíou Nikoláou åt sydväst. Runt Paralía Agíou Nikoláou är det ganska tätbefolkat, med 58 invånare per kvadratkilometer. Närmaste större samhälle är Loutrá Aidhipsoú, 2,5 km söder om Paralía Agíou Nikoláou. 